# Градина (Приједор)
Градина је насељено мјесто у граду Приједор, Република Српска, БиХ. Према попису становништва из 1991. у насељу је живјело 730 становника.

## Рудник гвоздене руде
Градина је изразито богата рудом, гвожђем, те је у последњих неколико година постала најпознатији експлоатациони центар гвоздене руде у Републици Српској, а и шире. Рудник гвоздене руде Љубија-Приједор, са зградама у Љубији и Омарској, престао је са радом током Отаџбинског рата (1991-1995), да би 2005. године поново почео са радом, када га је купио највећи свијетски произвођач гвожђа "Арцелор Миттал". У Градини се налазе два копа: „Језеро“ и „Бувач“. Коп „Језеро“ је дјелимице истражено. Године 2008. почела је експлоатација руде из копа „Бувач“, те је пресјечен Регионални пут Омарска-Б. Мајдан, на дионици код ријеке Гомјенице у Градини. Тај дио пута се тренутно још користи, јер се ради нова, заобилазна дионица. У прољеће 2011. је отворен нови пут на релацији Градина - Омарска.

## Ријека Гомјеница
Градина се налази на обали ријеке Гомјенице, која извире у засеоку Кмећани, недалеко од Манастира Гомионица, код Бронзаног Мајдана. Изузетно је богата рибом, те се од рибљих врста најчешће могу уловити штука, клен, младица, костреш и друге. Веома је хладна, па је погодна за купање само љети, гдје се у тешким врућинама освјежава домаће и околно становништво. Ради потребе рудника, корито ријеке Гомјенице је дјелимично измјењено и преграђено браном. У мјесецу јулу, ријеку Гомјеницу, дневно посјети више од 100 људи.

## Језеро Градина
Градина је вјештачко језеро по настанку. Ово акумулационо језеро је направљено за потребе рудника. Настало је изградњом вјештачке бране Међеђа. Брана је направљена од земље и камена, i није прописно обезбијеђена, па пријети опасност од рушења за становништво које живи на нижој надморској висини од језера. Језеро је било познато туристичко мјесто, које је до почетка рада рудника (2005), привлачило многобројне туристе из регије. Након што је рудник поново активиран, гвоздена руда се почела испирати, те се прљава вода од испирања каналом враћала у језеро, тачније на један крај језера, домаћем становништву познатији као Дакићи. Од некада 150-200 купача, језеро љети посјећује само мали број људи из околине, већином омладина. Широко је негдје око 500 м, а дубина му достиже и до 70 м. Рибљи фонд сачињавају шаран, амур, сом, црвенперка, бабушка, шиљ, клен, смуђ и друге. Највећи уловљени примјерак рибе је сом од 50 кг, којег је уловио риболовац Бокан, редовни гост на језеру. Сматра се да се у дубинама овог језера налази још пар таквих примјерака сома.

## Становништво
Према подацима из 1991. године, имала је око 730 становника, међутим, током рата је доста људи погинуло или нестало, варирали наталитет и морталитет, да би данас, отприлике, Градина имала око 900-1000 становника.
| Демографија | Демографија | Демографија |
| Година      | Становника  | Становника  |
| ----------- | ----------- | ----------- |
| 1948.       | 941         |             |
| 1953.       | 1.043       |             |
| 1961.       | 1.085       |             |
| 1971.       | 1.122       |             |
| 1981.       | 1.005       |             |
| 1991.       | 730         |             |